# John Hopkins (roadracingförare)

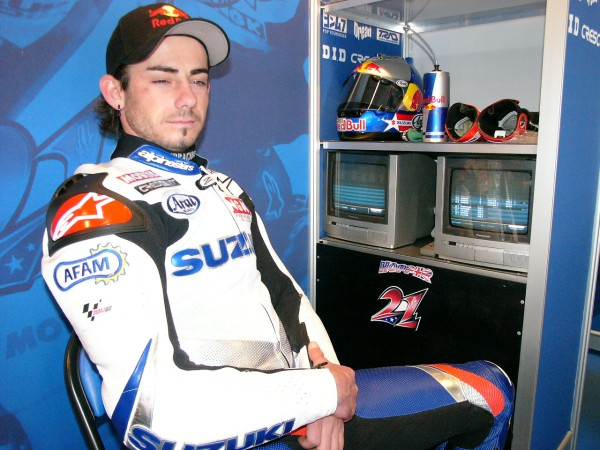
"Hopper" i depåboxen 2005.

John "Hopper" Hopkins, född 22 maj 1983 i Ramona i Kalifornien, är en amerikansk roadracingförare.

## Roadracingkarriär
John Hopkins har inte tagit några segrar sen han kom till MotoGP-klassen 2002. Första pallplatsen kom i Kinas Grand Prix 2007 med en tredje plats. Han följde upp det med att ta ytterligare tre pallplatser under den säsongen. 2008 körde "Hopper" för Kawasaki och slutade på 16:e plats. Han blev utan styrning 2009, men fick ersätta Roberto Rolfo i Stiggy Motorsport-teamet i Superbike från tredje VM-deltävlingen.

## Statistik MotoGP

### Andraplatser
| Nr | Grand Prix | År   |
| -- | ---------- | ---- |
| 1  | Tjeckien   | 2007 |

### Tredjeplatser
| Nr | Grand Prix | År   |
| -- | ---------- | ---- |
| 1  | Kina       | 2007 |
| 2  | San Marino | 2007 |
| 3  | Valencia   | 2007 |